# 帕多瓦省
帕多瓦省（義大利語：Provincia di Padova）是意大利威尼托大区的一個省。面積2,142平方公里，2005年人口849,857人。首府帕多瓦。
下分102市鎮。